# Cinturón de Pliegues del Cabo

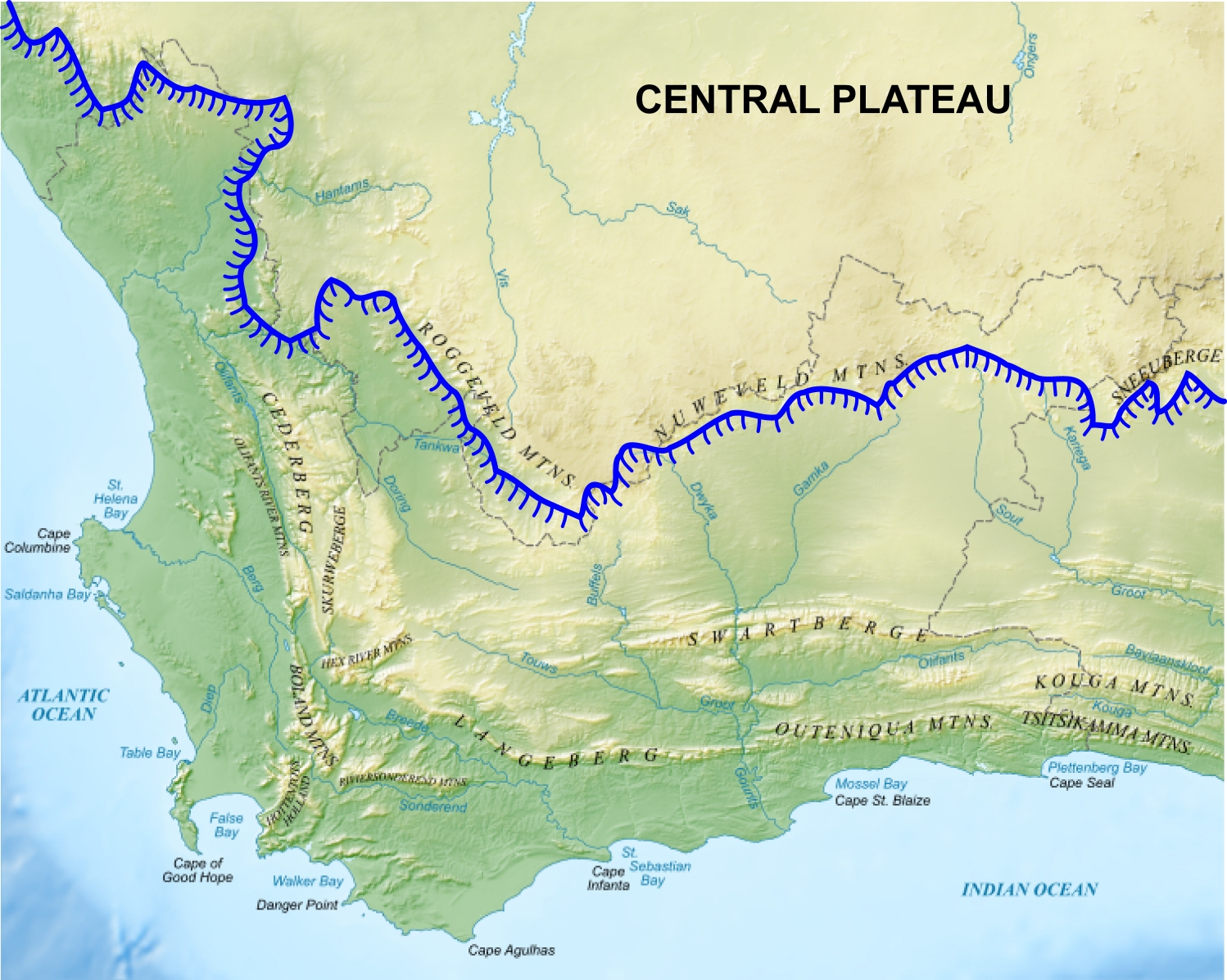
Mapa de la provincia Cabo Occidental, que muestra las principales sierras y cordilleras del pliegue del Cabo. Este no forma parte del Gran Escarpe, marcado en azul. Las montañas del escarpe son muy distintas de las del pliegue, al sur y el sudoeste, las cuales se extienden desde la frontera interior con Namibia, al oeste, hasta Port Elizabeth, al este.

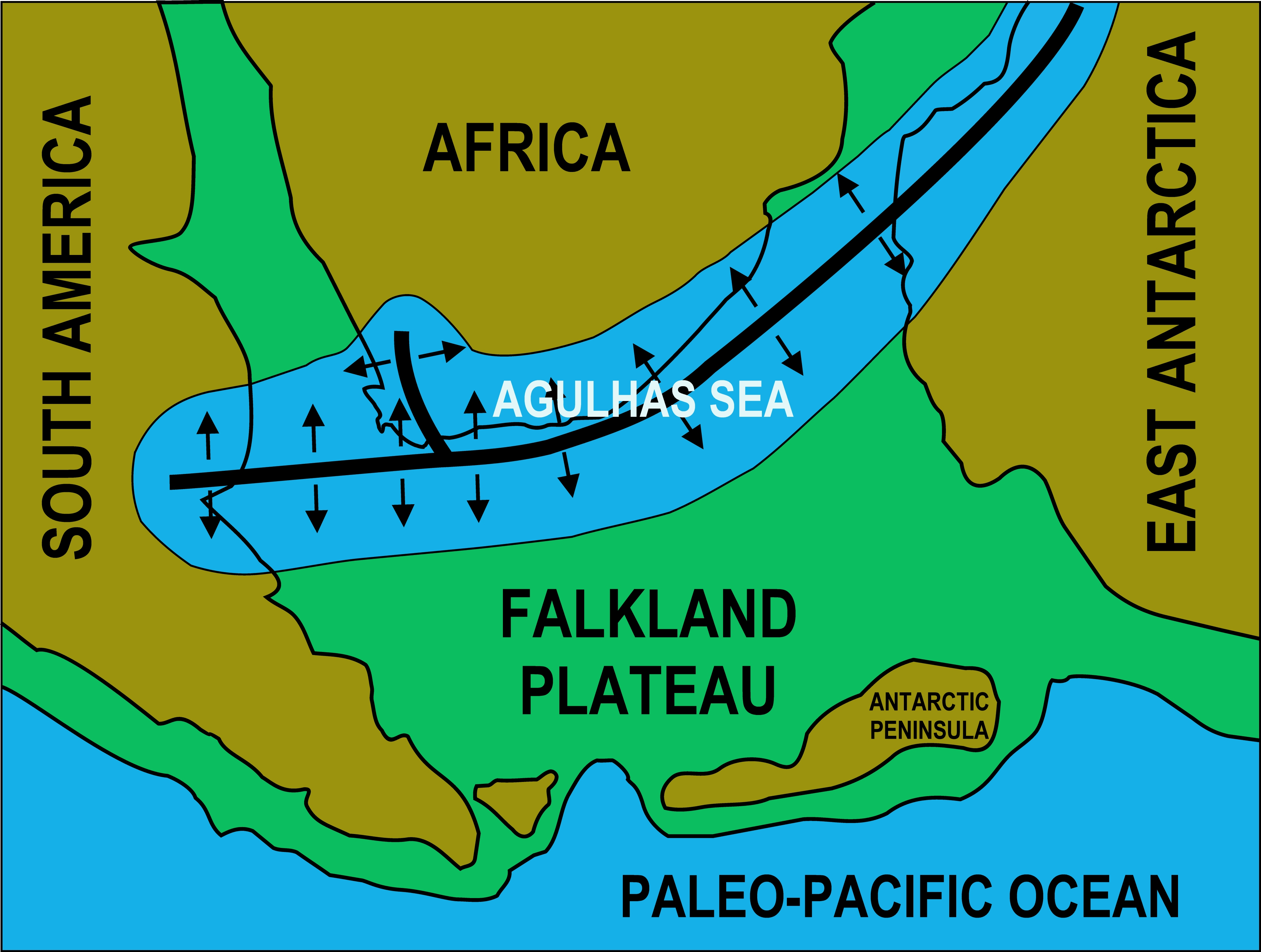
Porción sur de Gondwana después de su ensamblamiento. La línea negra gruesa indica una fosa tectónica formada hace 500 millones de años. Este hundimiento forma el mar de Agulhas, que se rellena con sedimentos procedentes del Supergrupo del Cabo. Estos, posteriormente se pliegan para formar el cinturón de pliegues del Cabo.

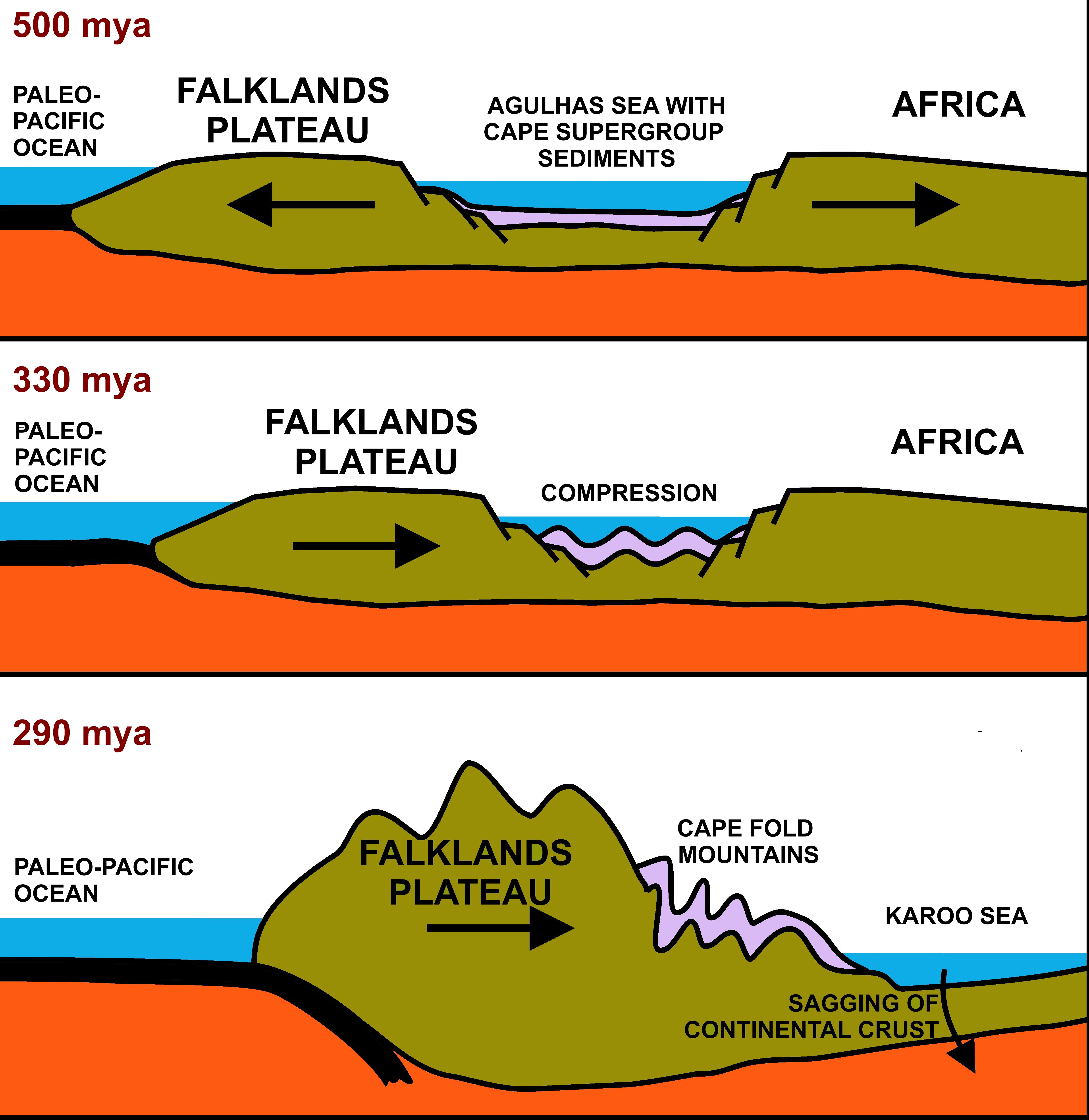
Formación de los pliegues del Cabo: En el dibujo: sección norte-sur cortando el mar de Agulhas. Las estructuras marrones son placas continentales, la línea negra gruesa a la izquierda indica la paleo placa del Pacífico, la zona roja es el mano inferior y las áreas azules, mares u océanos. La ilustración de arriba pertenece a 510 millones años de antigüedad, con los sedimentos que formarán el Súpergrupo del Cabo en el fondo del mar de Agulhas. En la del centro, la meseta de Falkland se desliza hacia el norte, cerrando el mar de Agulhas y provocando el arrugamiento del Supergrupo del Cabo en una serie de pliegues orientados de este a oeste, La ilustración inferior muestra la subducción de la placa del Pacífico bajo la meseta de Falkland, durante el inicio del Pérmico, elevando una serie de montañas cuya erosión va a parar al mar de Karoo, formando el Supergrupo Karoo. Finalmente, las montañas Falkland fueron erosionadas por completo y las montañas de los pliegues del Cabo habían quedado enterradas bajo los sedimentos del Karoo, pero al estar compuestas de arenisca cuarcítica, resistieron la erosión posterior cuando se produjo un nuevo levantamiento. Los restos de la meseta Falkland se separaron de África y fueron a parar al otro lado del Atlántico (islas Malvinas) una vez se separó Gondwana hace 150 millones de años.

El cinturón de pliegues del Cabo (Cape Fold Belt) es un cinturón de pliegues y cabalgamientos de finales del Paleozoico, que forma un conjunto de cordilleras paralelas entre sí y a la costa al sur de Sudáfrica. Alineadas respecto a las costas meridional y occidental forman un cinturón en forma de L cuya punta se encuentra frente al Cabo de Buena Esperanza. El conjunto tiene unos 850 km de longitud y se debe al cabalgamiento y la orogénesis de una serie de capas de rocas sedimentarias que se formaron en la fosa tectónica que apareció cuando se separó el continente de Gondwana. Estas cordilleras tendrían continuidad en las sierras de Ventania, de Argentina; las montañas Pensacola, al este de la  Antártida, los montes Ellsworth, al oeste de la Antártida, y la orogenia Hunter-Bowen, en Australia.
La sucesión de cordilleras se inicia por el oeste en las montañas Cederberg, unos 300 km al norte de Ciudad del Cabo y se extiende por el sur hasta Port Elizabeth, a unos 650 km al este.

## Las cordilleras
La lista incluye las sierras y cordilleras más importantes del cinturón de pliegues del Cabo, de norte a sur y de oeste a este. En afrikáans, berg significa montaña, y  berge significa montañas.
- Montañas Cederberg (montañas del cedro), reserva natural cerca de Clanwilliam, 300 km al norte de Ciudad del Cabo. Conocidas por el endémico ciprés de Clanwilliam. Importantes formaciones rocosas y pinturas rupestres bosquimanas. Dirección norte-sur, 50 km de longitud y 20 km de anchura de este a oeste. Culminan en el Sneeuberg (2026 m). Arenisca con capas de shale (esquistos arcillosos).
- Montañas Olifants River (montaña del río de los elefantes). Al norte del río Olifants, en la provincia Cabo Occidental, 140 km al norte de Ciudad del Cabo. El valle es rico en miel, vinos, rooibos y naranjas.
- Montañas Piketberg (montañas del piquete), también Piket-Bo-Berg, cerca de la ciudad de Piketberg, se alza hasta 514 m.[1] Paisaje de granjas, praderas y formaciones rocosas.[2]
- Montañas Winterhoek (montañas del lugar invernal), altitud máxima de 2.077 m (pico Groot Winterhoek), al norte de la localidad de Tulbagh, cerca de Porterville.[3] Área protegida de 306 km², con 192 km² de reserva natural con leopardos, caracales y ginetas. Entre las aves, el endémico saltarrocas del Cabo.
- Montañas Skurweberge (montañas ásperas), en la provincia Cabo Occidental, culminan a 1.813 m.[4]
- Montañas Hex River (Montañas del río Brujo). 120 km al nordeste de Ciudad del Cabo, dirección nordeste-sudoeste entre los pueblos de Worcester y De Doorns. Forma parte de la formación de arenisca de la montaña de la Mesa, sobre Ciudad del Cabo. Diversos picos de las Hex River superan los dos mil metros, y culminan en el Matroosberg, a 2.249 m, solo superado en la provincia por el Seweweekspoortpiek, el más alto del cinturón, con 2.325 m, en las montañas Swartberg. La vegetación es fynbos y el clima mediterráneo. En los valles se cultivan frutales, cerezas y uvas de mesa.[5]
- Península del Cabo. Península rocosa que penetra 75 km en el océano Atlántico en el extremo sudoccidental de Sudáfrica. Hace 1,5 millones de años era una isla que se unió al continente por una playa llamada cabo Flats. En la base de la península, algo alejada hacia el norte, se halla Ciudad del Cabo, separada por la montaña de la Mesa; en el extremo, el cabo de Buena Esperanza. Al este se encuentra la bahía de False Bay, y en el otro extremo, los montes Buffestal y el cabo Hangklip. Enfrente, al sur, se considera el punto tradicional de separación de los océanos Atlántico e Índico. La vegetación pertenece a la ecorregión fynbos. La roca es antigua, básicamente arenisca con intrusiones de granito en el norte.

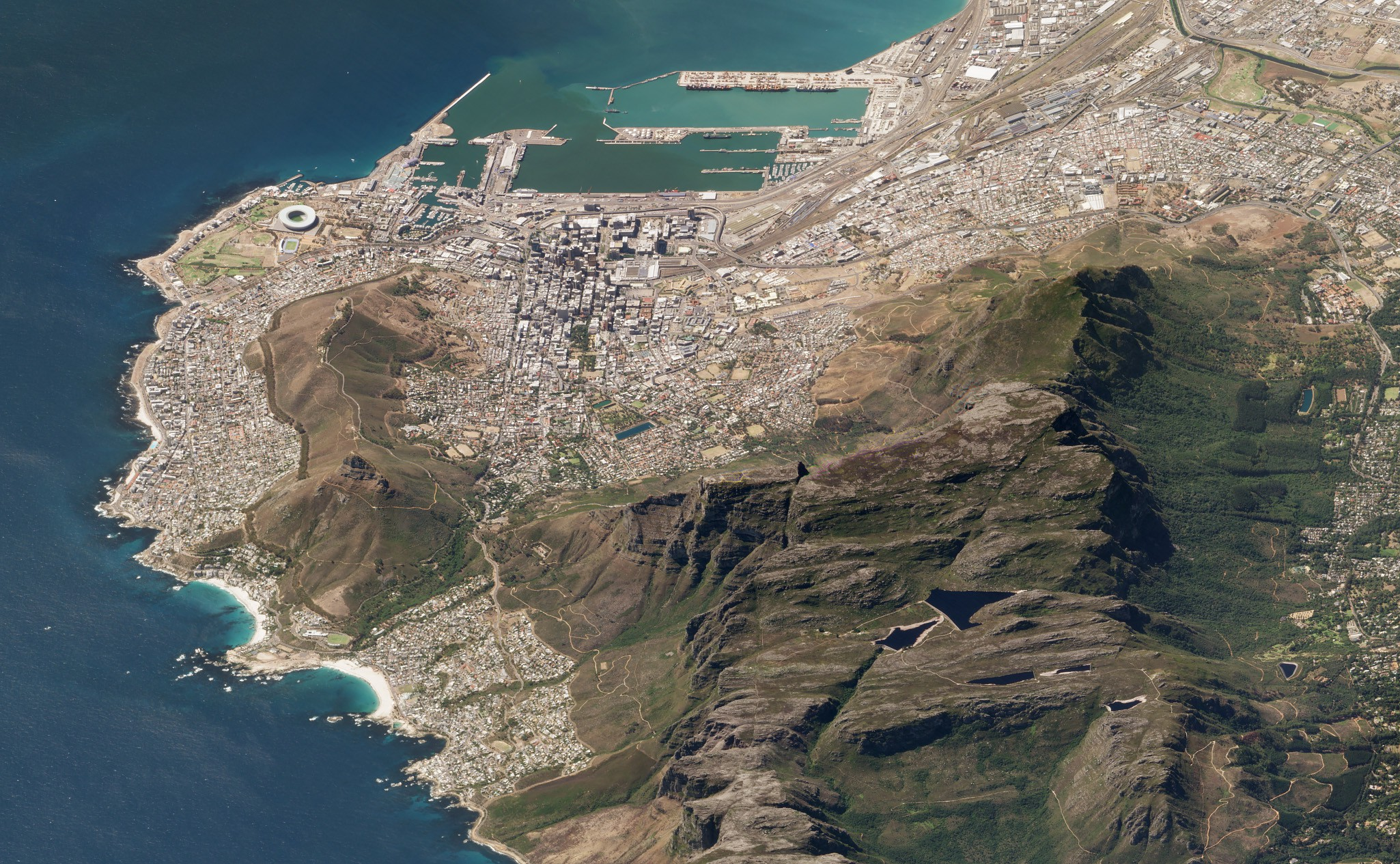
Vista de satélite de la Montaña de la Mesa, rodeada por Ciudad del Cabo.

- Montaña de la Mesa. Es el extremo norte de la cordillera de arenisca que forma la península del Cabo, a la que separa de Ciudad del Cabo. Es una meseta de unos 3 km de longitud de este a oeste, que corona a 1.068 m de altitud, rodeada de acantilados, flanqueada por el Pico del Diablo (1000 m), el este, y la Cabeza de León (669 m), al oeste. La parte superior es arenisca cuarcítica muy dura. Al sur se encuentra una meseta de menor altitud llamada Mesa Negra, seguida de una hendidura conocida como Cuello de Constantia,
- Pico Du Toits (francés: cañón del tejado). 70 km al nordeste de Ciudad del Cabo, las montañas Toitskloof forman una formidable barrera entre esta ciudad y el resto de África. Se atraviesan por una carretera llamada antes Carretera PanafricanaCarretera Panafricana y ahora Carretera Cairo-Ciudad del Cabo que cruza las montañas por el túnel Hugonote, que separa Paarl de Worcester. La montaña pertenece a la formación de arenisca de la montaña de la Mesa. La vegetación es fynbos. Como Hex River forma parte también de la sintaxis del Cabo, donde se juntan las montañas norte-sur, con las montañas este-oeste en una compleja serie de pliegues, cabalgamientos y fallas. El punto más alto alcanza los 1.995 m.
- Drakenstein (piedra del dragón). Su nombre procede de Hendrik van Rheede de Drakenstein. está formada por dos sierras: Klein (pequeño) Drakenstein y Groot (grande) Drakenstein.[6] Al este de Paarl. La montaña más alta es el pico Victoria, de 1.590 m.

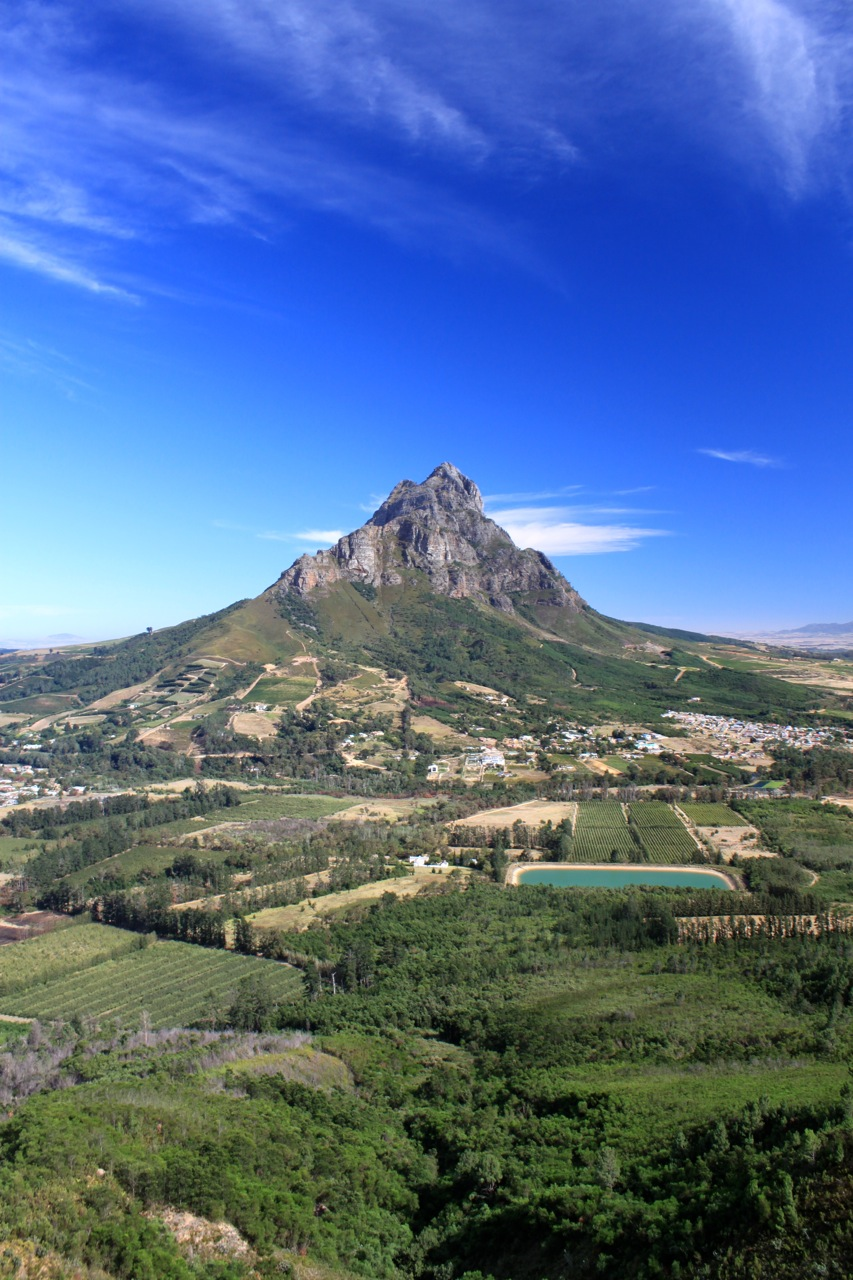
Vista de Simonsberg desde las montañas Drakenstein

- Simonsberg (de Simón). Es un pico en medio de campos de viñas dedicado a Simon van der Stel. Tiene 1.399 m de altura.
- Montañas de los Hottentots Holland (hotentotes de Holanda, de los aborígenes). Forman una barrera entre Ciudad del Cabo y la región de Overberg, al este, en la Ruta de Oro. Pertenece a la formación de arenisca de la montaña de la Mesa. Solo se puede cruzar por el paso de Sir Lowry, entre Somerset Oeste y Elgin. Al sur se encuentra el embalse de Steenbras. El pico más alto tiene 1.590 m. La reserva natural Hottentots Holland tiene 70.000 ha y ocupa varias sierras, creada para conservar el fynbos.[7]
- Kogelberg (bala o forma de cono). Paralela a la Bahía Falsa, entre el cabo Hangklip y la península del Cabo, desde el sur del valle de Elgin hasta Kleinmond. Protege la reserva natural de Kogelberg, de 3.000 ha, con una variedad única de fynbos en arenisca. La montaña más alta es Koeëlberg, en afrikáans montaña Bala, que alcanza 1.289 m.
- Stettynsberge
- Langeberg (montaña larga). En dirección este-oeste; tiene unos 170 km de longitud y se halla 35 km al oeste de Swellendam. Al norte se halla el Pequeño Karoo, al sur hay fynbos. En la cadena se halla la Reserva natural Marloth. Máxima altitud en el Keeromsberg, de 2.075 m.
- Montañas Riviersonderend (Río sin final). De este a oeste, separan el valle del río Breede de la región de Overberg. Máxima altitud en el Pilaarkop, 1.654 m. El nombre procede del río Sonderend.

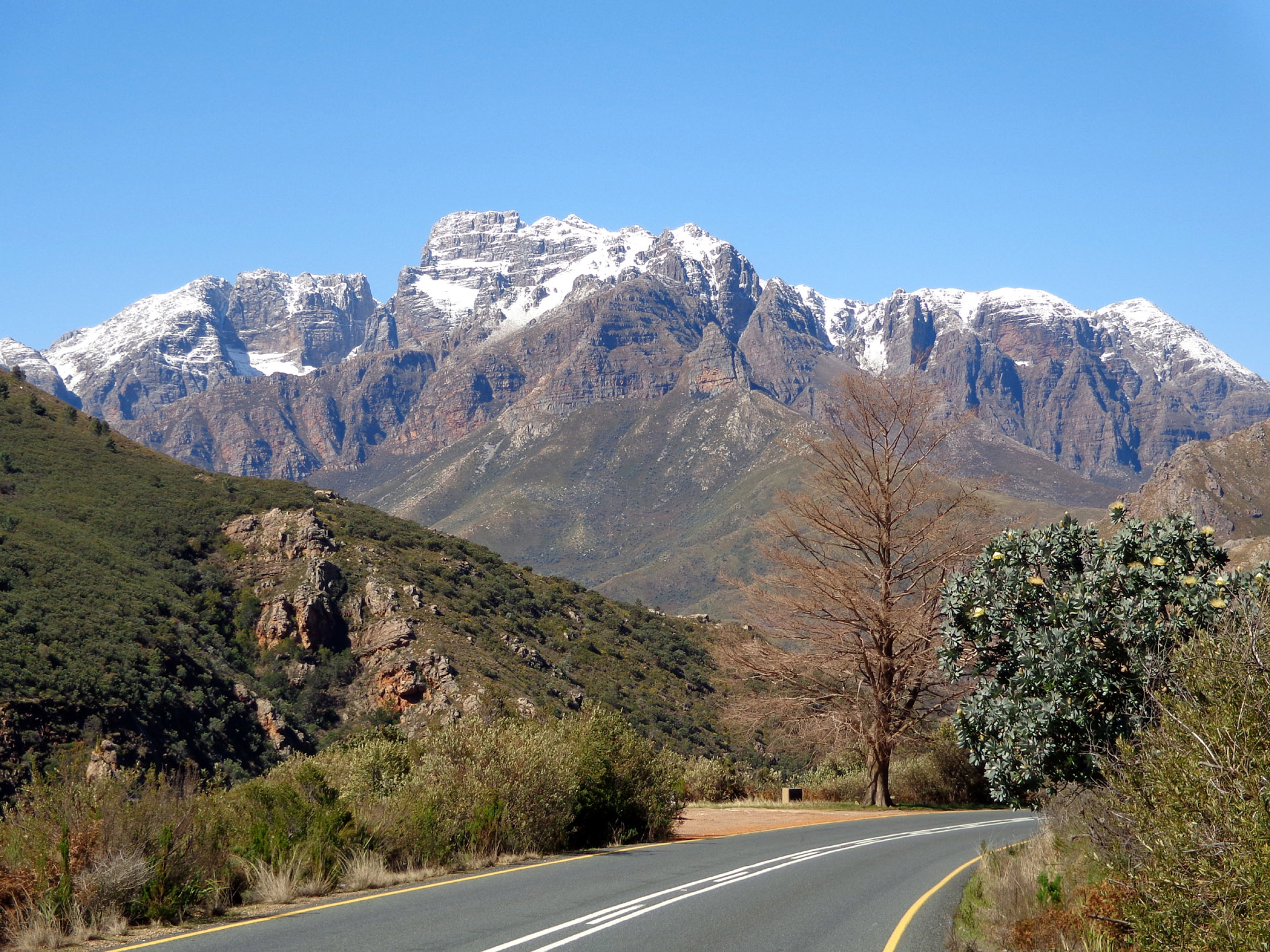
Montañas del pico Du Toits desde el paso Toitskloof.

- Montañas Kleinrivier (Río pequeño). Desde Hermanus, al oeste en dirección estenordeste hasta Stanford (Sudáfrica) y el paso Akkedisberg. Cima en Maanskynkop, 964 m.
- Swartberg (Negro). Formada por dos cordilleras, Klein Swartberge y Groot Swartberge. La primera culmina en el Seweweekspoortpiek, pico de las siere semanas, el más alto del Cinturón de Pliegues, con 2.315 m, en el pequeño Svarteberg. En el grande, el Tierberg (pico del Leopardo) alcanza 2.132 m. De este a oeste, el conjunto tiene unos 230 km desde el sur de  Laingsburg, hasta Uniondale y Willowmore.
- Montañas Outeniqua (aborigen: lugar de miel), Cordillera paralela a la costa sur, entre Lagenberg, al oeste, y las montañas Tsitsikamma, al este en la Costa de Oro.
- Montañas Langkloof (Valle largo) . Corta sierra que une Outeniqua con Tsitsikamma.
- Montañas Kouga (aborigen)
- Montañas Tsitsikamma (aborigen: lugar con mucha agua). Paralela a la costa sur, entre la provincia Cabo Occidental y la provincia Cabo Oriental, unos 80 km de longitud desde el río Keurbooms, aloeste, al río Eerste, al este de Kareedouw. El pico Formosa tiene 1.675 m.
- Montañas Baviaanskloof (holandés: Valle de los babuinos). Dan nombre a la mega reserva de Baviaanskloof, de 50.000 km², entre las sierras de Baviaanskloof y Kouga.

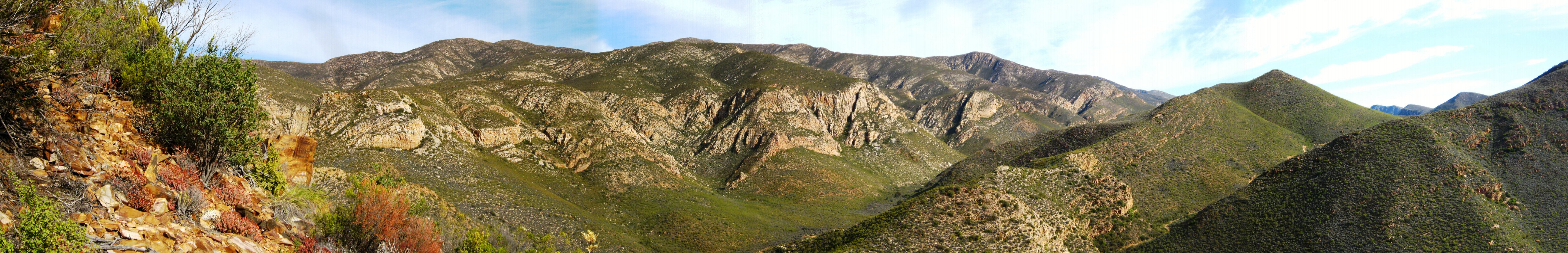
Vista de la cordillera Baviaanskloof

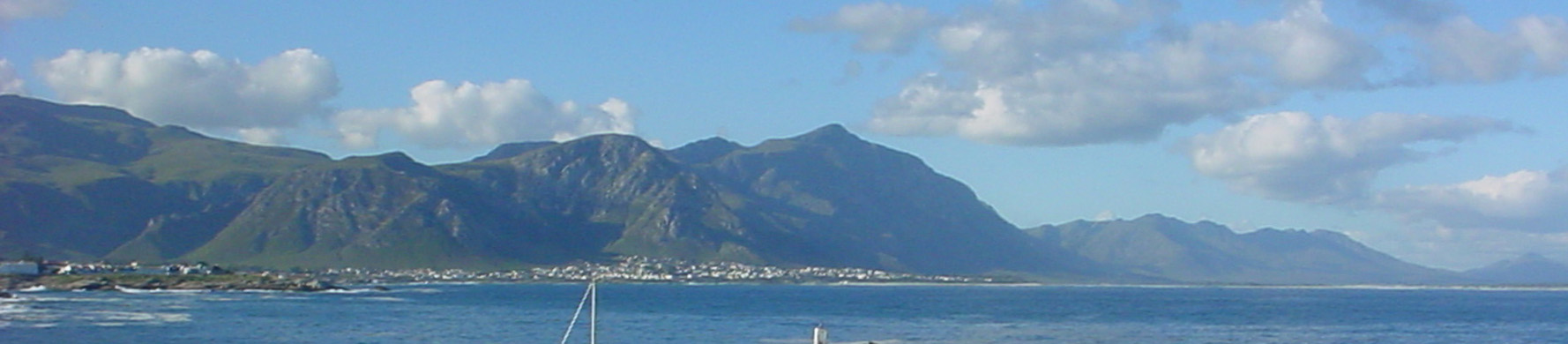
Montañas Kleinriviers

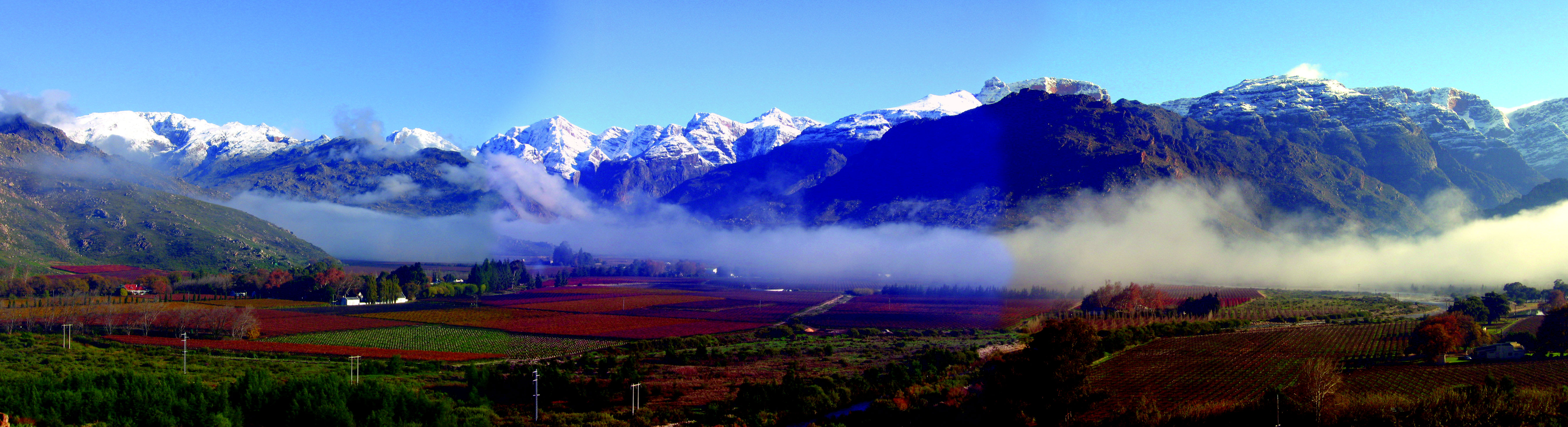
Montañas Hex River con el pico de Buffelshoek)2060 m) y el pico Milner (1990 m).

- Montañas Zuurberge (ácido)